# هاریسویل (رود آیلند)
هاریسویل (به انگلیسی: Harrisville) روستایی در ایالت رود آیلند کشور ایالات متحده آمریکا است که جمعیت آن در سرشماری سال ۲۰۱۰ میلادی، ۱٬۶۰۵ نفر بوده‌است.